# II Gimnazjum w Warszawie
II Rządowe Gimnazjum Filologiczne w Warszawie – siedmioklasowe gimnazjum męskie z rosyjskim językiem wykładowym, mieszczące się przy Nowolipkach 11, w budynku projektu Wacława Ritschela . 

## Historia
Do 1853 r. gmach był siedzibą Instytutu Szlacheckiego. Jednym z dyrektorów szkoły był Michaił Mefodicz Troicki, a obok wielu nauczycieli uległych wobec polityki apuchtinowskiej, znaleźli się też wybitni pedagodzy, np. Adam Kryński i Karol Hertz . Po I wojnie światowej w budynku gimnazjum męskiego znalazło się Państwowe Seminarium Żeńskie im. E. Orzeszkowej. W gmachu szkoły kręcono film Młody las (1934) .   